# نواة مشمش

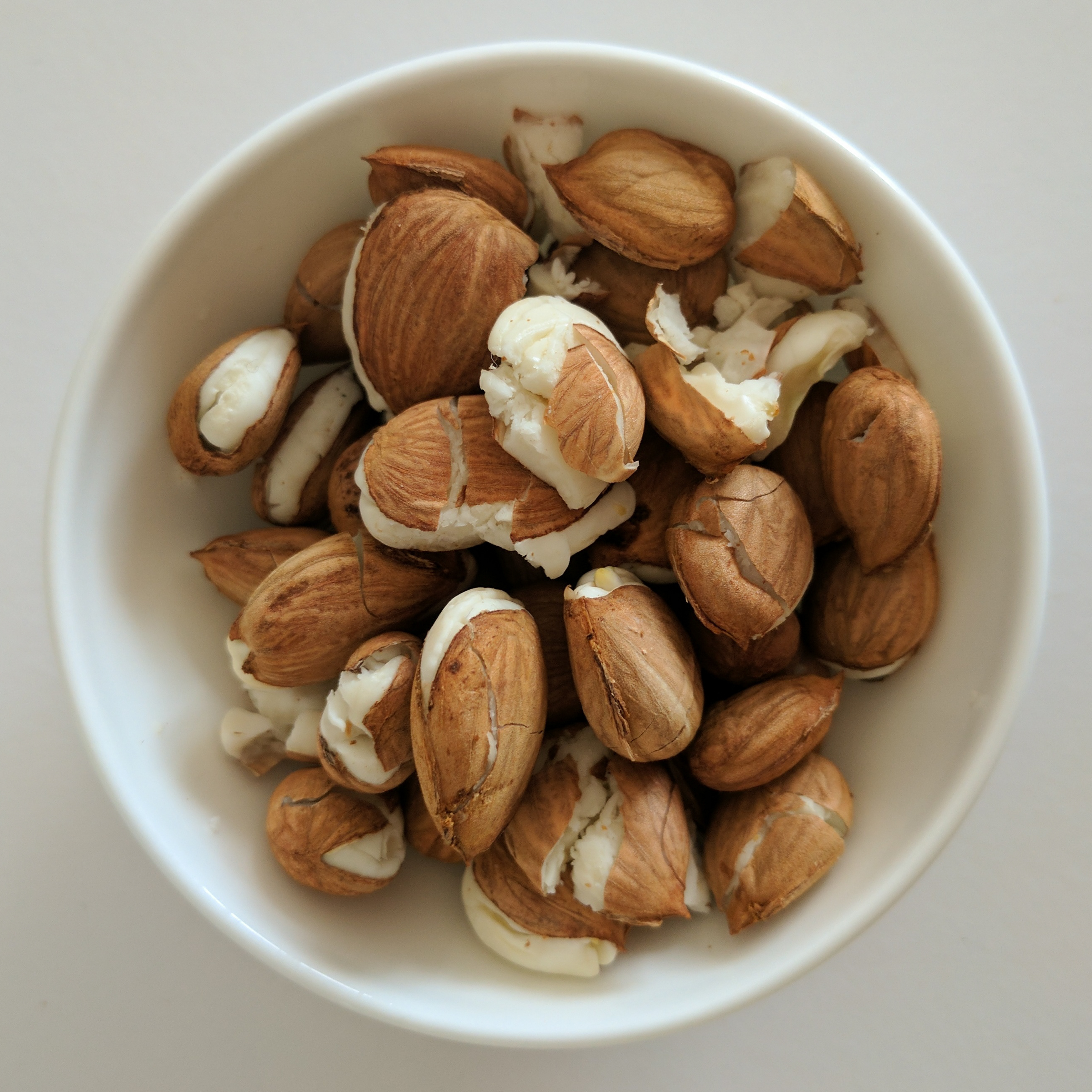
نواة المشمش

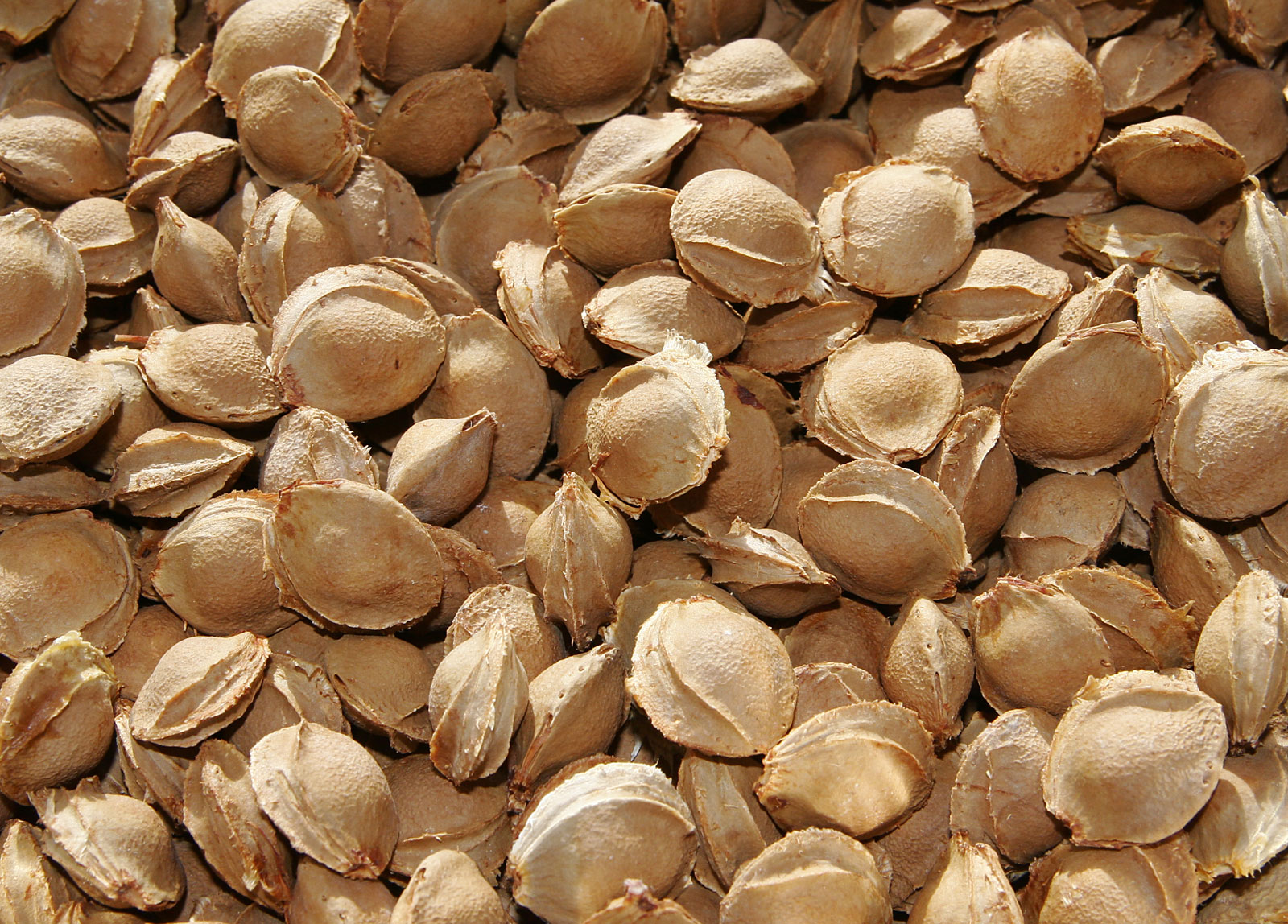
بذور المشمش الحجرية والنواة في الداخل

نواة المشمش هي نواة المشمش التي تقع داخل البذرة الصلبة للثمرة. من المعروف أن نواة اللوز، تحتوي على مركب أميغدالين وهو مركب سام. جنبا إلى جنب مع المركبات الاصطناعية ذات الصلة مثل لاتريل، تم تسويق الأميغدالين كعلاج بديل للسرطان. ومع ذلك، فقد وجدت الدراسات أن المركب غير فعال في علاج السرطان، وكذلك يحتمل أن يكون سامًا أو مميتًا عند تناوله عن طريق الفم، بسبب التسمم بالسيانيد.
نواة المشمش يمكن أن تسبب تسمم السيانيد المميت عند استهلاكها. تشمل الأعراض الغثيان والحمى والصداع والأرق وزيادة العطش والخمول والعصبية والأوجاع والآلام المختلفة في المفاصل والعضلات وانخفاض ضغط الدم. 
النواة هي منتج ثانوي لمعالجة الفاكهة ومهمة اقتصاديا والزيوت المستخرجة وكعكة الضغط الناتجة لها قيمة. تُضاف حبات المشمش أحيانًا إلى الصابون أو للمقشرات في التجميل.
في عام 1993 ، اختبرت وزارة الزراعة والأسواق بولاية نيويورك محتوى السيانيد في عبوتين (220 جرام لكل علبة) من حبات المشمش المرة التي تم استيرادها من باكستان والتي تم بيعها في متاجر الأطعمة الصحية كوجبة خفيفة. أظهرت النتائج أن كل عبوة، إذا تم استهلاكها بالكامل ، تحتوي على ضعف الحد الأدنى من جرعة السيانيد القاتلة للإنسان البالغ وتمت إزالة المنتج من المتاجر. كانت هناك حالة واحدة تم الإبلاغ عنها في الأدبيات الطبية لسمية السيانيد من حبات المشمش من 1979 إلى 1998 في الولايات المتحدة.